# Carlo Lapucci
Carlo Lapucci (Vicchio di Mugello, 24 luglio 1940) è uno scrittore italiano, studioso di tradizioni popolari e autore di vari saggi sull'argomento.
Si è cimentato anche in opere di narrativa e poesia.

## Biografia
Vive e lavora a Firenze.
La sua produzione è vasta e articolata sia nel campo della poesia e della narrativa, sia nel campo della ricerca che investe due rami: quello della linguistica e quello delle tradizioni popolari, ambedue incentrati sull'individuazione delle radici profonde della cultura italiana.
Dopo un inizio fortunato nel campo della poesia e della narrativa nell'ambito della visione esistenziale, si è volto nel campo della letteratura alla ricerca di una nuova espressività nei poeti inglesi e nei narratori contemporanei, mentre espandeva il campo delle esperienze alle letterature non europee (Canzoniere dell'amore coniugale) e dei testi di tradizione orale.
Sposato con Anna Maria Antoni, scomparsa nel 2015, ha una figlia, Chiara, e un nipote, Amerigo.

## Aree di interesse
Lapucci si occupa di poesia, narrativa, saggistica, linguistica ed è uno dei massimi esperti di tradizioni popolari.
La grafica e le illustrazioni dei suoi libri sono state opera di vari artisti: Lido Contemori, Anna Maria Antoni, Sergio Pacciani, Roberto Giovannelli, Giulio Brandi, Antonio Petti.

### Poesia
Nel campo della letteratura esordì nel 1960 con una scelta di poesie presentate da Nicola Lisi su «L'Approdo letterario»; seguì sulla stessa rivista nel 1962 un'altra silloge presentata da Mario Luzi, che propose i suoi versi sulla rivista «Letteratura» (luglio-ottobre 1965). Una metafora, quasi un'allegoria, modellata sull'antica poesia cinese è la visione del mondo attuale filtrata da un'interfaccia orientale. Il trittico principale della sua poesia è costituito da tre volumi saldamente collegati: L'erba inutile (1982), Il battello del sale (1991), Alla dogana del sonno (2005).

### Narrativa
Il suo esordio in narrativa avvenne col racconto Il tónfano, edito su «L'Approdo letterario» (1971). Si segnalano il romanzo Itinerario a Vega (1972), entrato nella selezione per il Premio Strega; La pianura e altri racconti (1974), per il quale ebbe il Premio "Il Ceppo Nuovo Autore"; i romanzi L'uomo di vetro (1992), Viaggio nell'antimateria (2006), Silicon Valley (2006), L'erba della paura (2011).

### Saggistica
I suoi saggi principali sono: Canzoniere dell'amore coniugale (1974), vasta indagine sull'interpretazione del matrimonio nella poesia italiana e straniera di tutti i tempi; Dal volgarizzamento alla traduzione (1983), indagine sul problema del tradurre; L'era del focolare (1991).

### Linguistica
L'opera fondamentale è certamente il Dizionario dei proverbi italiani (2006; poi 2007), che raccoglie, spiega e interpreta con criterio di sinonimia oltre 25.000 proverbi, prima opera di studio analitico generale sui proverbi italiani. La lunga preparazione e l'indagine sulle forme analoghe della lingua sono numerose: Dizionario dei modi di dire della lingua italiana (1969, poi 1993); I proverbi dei mesi, scritto con Anna Maria Antoni (1975, poi 1985); il Dizionario delle facezie proverbiali della lingua italiana (1978).

### Tradizioni popolari
L'intento che ha guidato la sterminata raccolta di testi operata da Lapucci nei vari generi della produzione popolare e della ricerca nella tradizione orale è volto inizialmente verso il recupero e il salvataggio di un patrimonio che andava scomparendo, quindi a una ricomposizione della scissione tra cultura dotta e popolare a cominciare dal Rinascimento, rimettendo a disposizione della società e della scuola un capitolo della nostra creatività ingiustamente escluso.
Insieme ai già citati Dizionario dei proverbi italiani, I proverbi dei mesi e Le leggende della terra toscana, sono frutti di questo lavoro: La Bibbia dei poveri (1985), La parlata di Montepulciano e dintorni (1988), Come una fiaba diventa toscana (1992), Introduzione allo studio delle tradizioni popolari (2001).

## Sintesi del pensiero

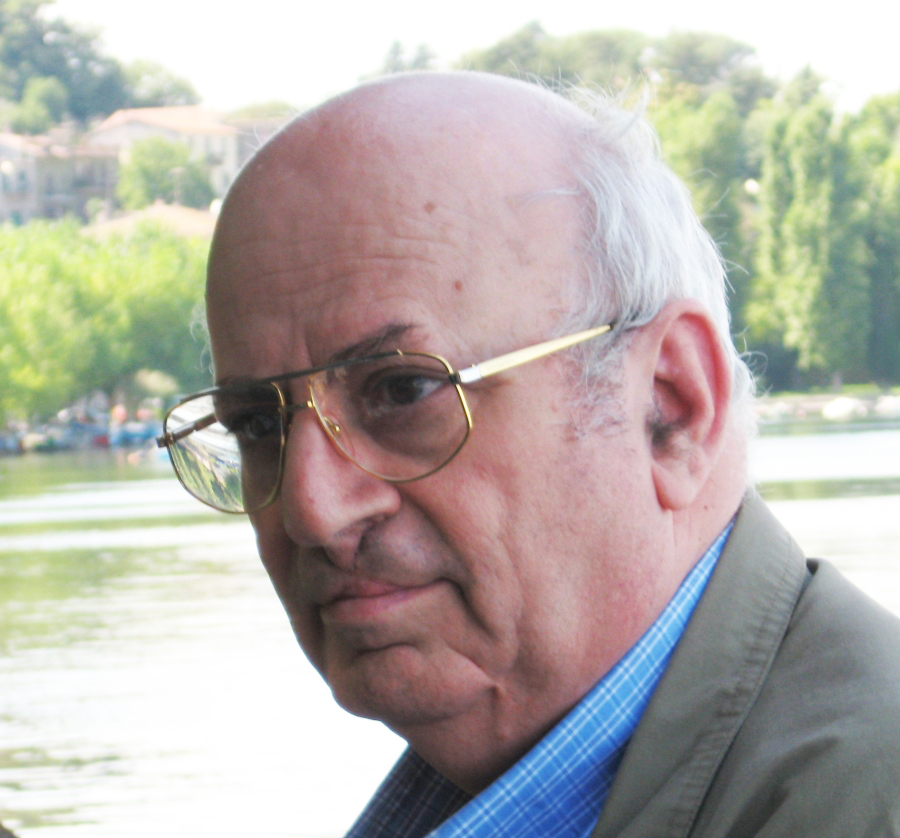
Carlo Lapucci nel 2006

La sintesi del pensiero che collega questi argomenti apparentemente distinti si trova in quattro scritti che possono orientare nell'individuazione dei fondamenti dell'intera opera, nella quale si rifiuta di studiare un ramo del sapere separato dai suoi collegamenti naturali:
- Il tempo senza orologi (2008). Offre una visione dei problemi essenziali della realtà in un confronto tra le concezioni passate del pensiero e dalla vita e quelle attuali, frutto della trasformazione prodotte dalla rivoluzione industriale che hanno influito decisamente quanto nascostamente nell'identità e nelle risorse spirituali dell'uomo.
- l numero e la struttura universale (2010). È una ricognizione e un'interpretazione della codificazione e della decodificazione del mondo attraverso un simbolo diverso dalla lingua, ma simile a questa e capace di rivelare più chiaramente la vertiginosità dell'intento e i limiti dei mezzi della mente in tale operazione.
- Estetica e trascendenza (2011). Vi si ripercorre l'idea di creazione e di bellezza che dall'antichità a noi ha guidato la composizione delle opere d'arte, modeste ed eccelse, in una visione che tende o rimanda all'Assoluto, dando così se non la definizione, la descrizione dei materiali su cui l'autore ha lavorato o che ha raccolto e studiato.
- Eroi senza lapide (2014). Costituisce la sintesi dei campi affrontati da Lapucci: vi si riannodano ricerca sul terreno, tesoro della tradizione orale, poesia, conoscenza etnologica, realtà storica, creazione attraverso lingua, visione del mondo, con un approccio concreto nelle figure umane, nel loro pensiero che riallacciandosi ai Presocratici e oltre arriva fino a noi distinto dall'ufficialità.

## Altre attività
Ha diretto la rivista «Le lingue del mondo» e ha collaborato con case editrici. È stato l'esperto della trasmissione di Radiodue «La luna nel pozzo» (1977, 1978, 1979, 1980) e autore delle serie «I verdi giardini della memoria» (1981) e «Cose dell'altro mondo» (1982) della stessa rete nazionale. Interventi e collaborazioni su giornali e riviste, tra cui «Il Sole 24 ore», «Toscana oggi», «La Nazione», «Abstracta», «Studi piemontesi», «Il Caffè illustrato».
Ulteriori saggi, racconti e poesie sono usciti in riviste e giornali, tra i quali «Giornale di Bordo», «Erba d'Arno».

## Elementi d'interpretazione

### Il motivo fondamentale
e le maschere del gran carnevale

invaderanno ancora la mente

tra poco sarà l'alba

e basterà non guardare in volto la vita

e tutto verrà da sé

un attimo dopo l'altro e i ricordi

di cui s'impastano i giorni

una lunga interminabile ossessione

che l'uomo sia là

dentro quel groviglio di fili di bobina rovinata

attraverso cui la memoria

cerca di ritrovare il capo

come una debole corrente

disorientata e spersa nei contatti

tra poco sarà l'alba

basterà fuggire il silenzio

e il problema sarà il pane

ci faremo coraggio dicendo

è necessario per vivere.»
(Carlo Lapucci, Itinerario a Vega, p. 176.)

### La visione d'insieme
Assecondando in buona parte una tesi di Johan Huizinga, Lapucci rileva come con l'epoca rinascimentale l'uomo si lasci progressivamente alle spalle un cosmo simbolico e spirituale che interagiva continuamente con la sua esistenza quotidiana. Antiche e consolidate certezze, "quali l'oggettività del reale, la provvidenzialità di Dio, la vita eterna, la comprensibilità del mondo, e il posto dell'uomo in questo, il suo compito, la morale, si disperdono e svaniscono, chiudendolo sempre più in se stesso e spingendolo verso una socialità cercata, programmata, incoraggiata, imposta e avversata di fatto da un individualismo via via più prepotente e forte, perché l'io occupa lo spazio che era di Dio" (p. 99).»
(Gustavo Micheletti, http://www.gustavomicheletti.it/)

### Le molteplici fonti d'ispirazione
(M. Cipollini, «Erba d'Arno», 1-VII-2010)

## Opere

### Poesia
- 6 opere di Ottone Rosai, 6 poesie di Carlo Lapucci, Firenze, Edizioni d'arte Galleria Forlai, 1980.
- L'erba inutile, Firenze, Nuovedizioni E. Vallecchi, 1982.
- Codici di poesia 2, San Miniato, Edizioni Orcio d'oro, 1985.
- Il battello del sale, Montepulciano, Editori del Grifo, 1991.
- Oibò. Parodie e copie, Marina di Carrara, Francesco Rossi editore, 2000.
- Diario scolastico, Montepulciano, Editrice Le Balze , 2001.
- Statue di fumo, Marina di Carrara, Francesco Rossi editore, 2002.
- Alla dogana del sonno, Montepulciano, Editrice Le Balze, 2005.
- Haiku, Con quindici dipinti di Anna Maria Antoni, Firenze, Polistampa, 2009.

### Narrativa
- Il tónfano, in: «L'Approdo letterario», 54 (giugno 1971), pp. 57-71.
- Itinerario a Vega, Bologna, Cappelli, 1972.
- La pianura e altri racconti, Firenze, Le Samare, 1974.
- Luigi Guanella. Parabole di un samaritano, Firenze, Libreria Editrice Fiorentina, 1986.
- L'uomo di vetro, Milano, Camunia, 1992.
- Walks outside the wall, Montepulciano, Editrice Le Balze, 2005.
- Silicon Valley, Marina di Carrara, Francesco Rossi editore, 2006.
- Viaggio nell'Antimateria, Illustrazioni di Antonio Petti, Marina di Carrara, Francesco Rossi editore, 2006.
- L'erba della paura, Firenze, M. Pagliai, 2011.
- Eroi senza lapide. Le vite dei filosofi popolari, Firenze, Clichy, 2014.

### Saggistica
- Canzoniere dell'amore coniugale, Bologna, Cappelli, 1974.
- Dal volgarizzamento alla traduzione, Firenze, Valmartina, 1983.
- L'era del focolare, Firenze, Ponte alle Grazie, 1991.
- Come una fiaba diventa toscana, Montepulciano, Editori del Grifo, 1992.
- Introduzione allo studio delle tradizioni popolari, Firenze, Polistampa, 2001.
- Fiorentino spirito bizzarro. Lo spirito di una città nella sua creatività linguistica, Firenze, Nerbini, 2006.
- La favola latina, a Roma, nel Medio Evo, nel Rinascimento, Bologna, Cappelli, 2007.
- l tempo senza orologi, Firenze, Nerbini, 2008.
- Il numero e la struttura universale, Firenze, Polistampa, 2010
- Estetica e trascendenza, Siena, Cantagalli, 2011.
- Il dizionario delle situazioni imbarazzati, Illustrazioni di Lido Contemori, Firenze, Leonardo edizioni, 2013.
- Manualetto di geometria per celibi, Firenze, Le Sàmare 2020.

### Linguistica
- Per modo di dire. Dizionario dei modi di dire della lingua italiana, Firenze, Valmartina, 1969; poi Milano, Vallardi, 1979, 1984, 1990; Garzanti - Vallardi, 1993.
- I proverbi dei mesi, Bologna, Cappelli, 1975; poi Milano, Vallardi, 1985 (In collaborazione con Anna Maria Antoni).
- Come disse... Dizionario delle facezie proverbiali della lingua italiana, Firenze, Valmartina, 1978.
- Locuzioni della lingua italiana, in: Il nuovo Zingarelli. Vocabolario della lingua italiana, Undicesima edizione, Bologna, Zanichelli, 1983.
- La parlata di Montepulciano e dintorni, Montepulciano, Editori del Grifo, 1988.
- Come fece quello che...  Fatti celebri di gente sconosciuta, Montepulciano, Editori del Grifo, 1990.
- Proverbi e motti fiorentini, Firenze, SP 44 Ed., 1993.
- Dizionario dei proverbi italiani, con saggio introduttivo sul proverbio e la sua storia, Firenze, F. Le Monnier, 2006 (pp. LIV,1.354); poi Milano, Mondadori, 2007 (pp. LXIII,1.854).

### Antropologia culturale e tradizioni popolari
- Indovinelli italiani, Firenze, Valmartina, 1977.
- La sfida tra S. Martino e il diavolo, Firenze,Le Samare, 1980.
- Ninne nanne toscane, Firenze, SP 44 Editore, 1982.
- Fiabe toscane, Milano, Oscar Mondadori, 1984.
- La Bibbia dei poveri. Storia popolare del mondo, Milano, Oscar Mondadori, 1985.
- Indovinelli italiani, Milano, Vallardi, 1986.
- Il libro delle filastrocche, Milano, Vallardi, 1987.
- Il libro delle veglie, Milano, Vallardi, 1988.
- Folletti, fate e paure della tradizione popolare toscana, Montepulciano, Editori del Grifo, 1989.
- Teatro popolare minimo, Montepulciano, Editori del Grifo, 1989.
- Poesia popolare del Natale, Montepulciano, Editori del Grifo, 1989 (ora Graphe.it edizioni, Perugia 2019, con il titolo Gesù bambino nasce. Poesia popolare del Natale ISBN 9788893720908).
- L'antica rappresentazione della "Corona dei mesi", Firenze, SP 44, 1990.
- Almanacco toscano 1992, Firenze, Ponte alle Grazie, 1991.
- Dizionario delle figure fantastiche, Milano, Vallardi, 1991.
- Almanacco 1993. Feste, ricorrenze, detti, tradizioni della cultura popolare quotidiana, Firenze, Ponte alle Grazie, 1992.
- Cielo a pecorelle, Milano, Vallardi, 1992.
- La vera cabala del lotto. Il significato dei numeri, Milano, Vallardi, 1993.
- 30 dì conta novembre... I proverbi dei mesi, Milano, Vallardi, 1993 (In collaborazione con Anna Maria Antoni).
- Erbolario familiare. Storia e magia delle erbe, Firenze, Ponte alle Grazie,1994 (In collaborazione con Anna Maria Antoni).
- Il libro degli indovinelli italiani, Milano, Vallardi, 1994.
- L'arca di Noè. Bestiario popolare, Milano, Vallardi, 1995 (ora Graphe.it edizioni, Perugia 2022 ISBN 9788893721721)
- Dizionario dei modi di vivere del passato. Come si poteva essere felici senza televisione e computer, Firenze, Ponte alle Grazie, 1996.
- Fiabe toscane di maghi, fate, animali, diavoli e giganti, 2 voll., Firenze, Polistampa, 2008.
- Il libro delle paure. Racconti popolari di diavoli, fate e fantasmi, Firenze, Sarnus, 2009.
- Le profacole. Leggendario popolare delle figure sacre, Siena, Cantagalli, 2010.
- Leggendario metropolitano. Storie comuni e fatti di d'ordinaria conversazione, Firenze, Barbes Ed., 2010.
- Fiabe toscane. Le più belle storie, Nuova Edizione, Firenze, Polistampa, 2011.
- Le leggende della terra toscana, Firenze, Polistampa, 2011.
- Fiabe toscane di maghi, fate, animali, diavoli e giganti, 2 voll., Firenze, Polistampa, 2011.
- La cucina degli antenati. Le stagioni degli alimenti e i piatti poveri della Toscana, Firenze, Polistampa, 2014.
- Le barzellette italiane. Farsa umana e filosofia sommersa nelle storielle popolari, Firenze, Polistampa, 2014.
- La vita a lieto fine. La lunga ironia del mondo popolare sul nostro trapasso, Firenze, Libreria editrice fiorentina, 2015.
- Filastrocche dell'Italia di mezzo, Firenze, Edizioni Clichy, 2018.
- La Vecchia dei camini. Vita pubblica e segreta della Befana, Perugia, Graphe.it edizioni, 2018. ISBN 9788893720571
- L'arte di fare il cattivo. 	Ovvero origine, epifanie e metamorfosi dell'Orco, Perugia, Graphe.it edizioni, 2019. ISBN 9788893720779
- Magia e poesia. Mistero di maghi poeti e di grandi poeti maghi, Perugia, Graphe.it edizioni, 2022. ISBN 9788893721523
- Uniamoci, amiamoci. Blasoni e complimenti proverbiali tra popoli italici, Perugia, Graphe.it edizioni, 2024. ISBN 9788893722230

### Teatro
- Melusina. Dramma in tre atti in forma di Bruscello, Montepulciano, Editori del Grifo, 1995 (Rappresentato a Montepulciano il 15 agosto 1995).
- Marcolfo il brigante della luna. Dramma in tre atti in forma di Bruscello, Montepulciano, Editori del Grifo, 1996 (Rappresentato a Montepulciano il 15 agosto 1996).
- Mustiola del Santo Anello. Dramma in tre atti in forma di Bruscello, Montepulciano, Editrice Le Balze, 2000 (Rappresentato a Montepulciano il 15 agosto 2000).
- Recitar narrando, Spettacolo del Teatro di San Gimignano, Siena, 2 luglio 2002.
- Silicon Valley, Spettacolo del Teatro di San Gimignano, Siena, 2 luglio 2003.
- Teatro a buon mercato, Marina di Carrara, Francesco Rossi editore, 2004.

### Varia
- Zibaldone del p. Matteo Pinelli priore di Cerliano, a cura di Carlo Lapucci e Sergio Pacciani, Firenze, G. Pagnini, 1997.
- I lunari di Enrico Giusti. Storia di un paese e di una fabbrica annotata nelle pagine del Sesto Caio Baccelli, a cura di Carlo Lapucci, Firenze, Polistampa, 2000.
- Iacopo da Varagine, L'invenzione della Santa Croce, a cura di Carlo Lapucci, Montepulciano, Le Balze, 2000.
- Nicola Lisi, Diario di un parroco di campagna, Prefazione di Carlo Lapucci, Siena, Cantagalli, 2009.
- Giuseppe Pitrè, Breve storia del pesce d'aprile, con un saggio introduttivo di Carlo Lapucci e un'appendice di Roberta Barbi, Perugia, Graphe.it edizioni 2023. ISBN 9788893721837.